# Fudbalski klub Naša Krila Zemun
Il Naša Krila Jugoslovenskog Ratnog Vazduhoplovstvo, comunemente noto come Naša Krila Zemun, fu una società calcistica, con sede a Zemun, nata nel 1947 per mano dell'Aeronautica militare jugoslava e sciolta nel 1950. Durante la sua breve esistenza ha partecipato due volte alla Prva liga, il massimo campionato jugoslavo, nelle stagioni 1948-49 (5º posto) e 1950 (6º posto). Nella Coppa jugoslava è riuscita a raggiungere per due volte la finale, in entrambi i casi perse la partita (nel 1947 perse 2-0 contro il Partizan e nel 1949 perse 3-2 contro la Stella Rossa), inoltre nel 1948 raggiunse le semifinali dove perdette 4-3 contro la Stella Rossa.

## Palmarès

### Altri piazzamenti
- 2. Savezna liga:

Terzo posto: 1948-1949
- Kup Maršala Tita:

Finalista: 1947, 1949
Semifinalista: 1948